# Opisthacanthus lamorali
Espèce
Opisthacanthus lamorali est une espèce de scorpions de la famille des Hormuridae.

## Distribution
Cette espèce est endémique du Zimbabwe. Elle se rencontre dans les monts Chimanimani et Inyanga.

## Description
Le mâle holotype mesure 72,7 mm et la femelle paratype 69,8 mm.

## Étymologie
Cette espèce est nommée en l'honneur de Bruno H. Lamoral.

## Publication originale
- Lourenço, 1981 : Opisthacanthus lamorali, nouvelle espèce de Scorpionidae pour la région afrotropicale (Arachnida: Scorpionida). Annals of the Natal Museum, vol. 24, no 2, p. 625-634 (texte intégral).